# Nashua (Montana)
Nashua is een plaats (town) in de Amerikaanse staat Montana, en valt bestuurlijk gezien onder Valley County.

## Demografie
Bij de volkstelling in 2000 werd het aantal inwoners vastgesteld op 325.
In 2006 is het aantal inwoners door het United States Census Bureau geschat op 296, een daling van 29 (-8,9%).

## Geografie
Volgens het United States Census Bureau beslaat de plaats een oppervlakte van
1,7 km², geheel bestaande uit land. Nashua ligt op ongeveer 629 m boven zeeniveau.

## Plaatsen in de nabije omgeving
De onderstaande figuur toont nabijgelegen plaatsen in een straal van 36 km rond Nashua.